# Hárpago
Hárpago (em grego antigo: Ἅρπαγος; em acádio: Arbaku; ? - ?) foi um general medo que viveu no século VI a.C., é creditado por Heródoto por ter colocado Ciro II ao trono medo-persa por sua deserção durante a Batalha de Pasárgada.

## Biografia
As Histórias de Heródoto são praticamente a única fonte histórica à respeito de Hárpago, no entanto Heródoto viveu mais de um século depois dos acontecimentos que ele relata. Segundo Heródoto, Hárpago era um membro da casa real meda a serviço do rei Astíages, o último rei da Média, cujo reinado se estendeu entre 585 a.C. e 550 a.C.
Heródoto relata que Astíages, depois de sonhar que sua filha Mandane daria a luz à um rei que o derrubaria do trono, ordenou que Hárpago matasse a criança ao nascer. Hárpago relutante em derramar seu próprio sangue real, desobedece a ordem e abandona a criança (Ciro, o Grande) no bosque, onde é salva e criada por um pastor de ovelhas chamado Mitrídates, que acabara de perder seu filho recém-nascido. Dez anos depois Ciro foi descoberto vivo pelo rei Astíages, que puniu Hárpago cruelmente matando o seu único filho e servindo os membros a Hárpago durante um banquete. Mas Hárpago não reagiu durante o banquete, a não ser recolher os membros de seu filho para o enterro. Astíages então pediu aos seus magos (sacerdotes) conselhos sobre o destino de Ciro, mas eles lhe disseram que o garoto, que fora descoberto enquanto brincava de rei da montanha com seus amigos, cumprira a profecia de se tornar um rei, ainda que em uma brincadeira, e que Ciro não era mais um perigo. Seguindo o conselho dos magos, Astíages enviou seu neto Ciro a seus verdadeiros pais Cambises I e Mandane, em Ansã.
Muitos anos depois, quando Ciro cresceu, tornou-se conhecido como o mais corajoso e popular de todos os seus concorrentes. Hárpago que estava empenhando em se vingar de Astíages, começou enviar presentes à Ciro, que também odiava Astíages, para manter contato com ele, enquanto trabalhava para virar os nobres da Média contra Astíages. Quando estavam prontos, ele enviou uma mensagem a Ciro, escondida dentro da barriga de uma lebre, informando que o exército medo se amotinariam no campo, caso ele tomasse armas contra seu avô, Astíages. Hárpago oferece a Ciro, a oportunidade de se vingar de Astíages e se livrar do domínio dos medos sobre os persas, enquanto ele ou qualquer outro que estiver no comando do exército enviado contra os persas traíra Astíages, que se tornou desagradável por sua dureza. Quando chegou a notícia de que Ciro estava reunindo suas forças, Astíages ordenou que Hárpago, como seu principal general, liderasse o exército contra Ciro. Após uma batalha de três dias na planície de Pasárgada, Hárpago se vingou da morte de seu filho quando ele entrou no campo de batalha em favor de Ciro, resultando na derrota de Astíages e na formação do Império Aquemênida. Após a conquista de Ecbátana, Astíages foi feito prisioneiro; Heródoto relata um diálogo entre Hárpago e Astíages. Essa tradição favorável a Hárpago foi indubitavelmente e transmitida à Heródoto por harpágidas.
Após a derrota de Astíages em 550 a.C., Hárpago iniciou - segundo Heródoto - uma carreira militar sob o novo governante Ciro. Após a conclusão de suas conquistas, Hárpago foi nomeado sátrapa da Ásia Menor. Seus descendentes são reivindicados como a família real da Lícia, hoje na atual Turquia.